# The Young Ones
The Young Ones (en España: Los jóvenes) fue una serie de televisión británica emitida entre 1982 y 1984 por la BBC2. Su humor anárquico y poco convencional ayudó a llevar la comedia alternativa a la televisión en los 80 y convirtió en nombres conocidos a sus actores y guionistas. Poco después, el programa fue emitido en MTV, siendo uno de los primeros programas no musicales emitidos por esta cadena en sus inicios.

## Historia
El programa gira alrededor de cuatro estudiantes universitarios que comparten una casa: el violento punk Vyvyan (Adrian Edmondson), el presuntuoso anarquista Rick (Rik Mayall), el sufrido hippie Neil (Nigel Planer), y el misterioso y diminuto Mike (Christopher Ryan). También actuaba en la comedia Alexei Sayle, como Jerzei Balowski, casero del cuarteto, y otros miembros de la familia Balowski.
El programa combinaba el estilo tradicional de las comedias de situación con la violenta astracanada, los cambios de argumento más incongruentes y el surrealismo. Estos estilos más antiguos se combinaban con las actitudes de clase baja y media-baja del creciente boom de la comedia alternativa de los 80, en el que todos los actores excepto Ryan habían participado.
A pesar de que la serie se situaba en el norte de Londres, muchos de los exteriores se filmaron en Bristol. Los cuatro personajes estaban inscritos en el ficticio Scumbag College, aunque nunca se les vio asistiendo a clases y raramente se les veía estudiar.
El programa fue elegido número 31 en la votación organizada en 2004 por la BBC para elegir la mejor comedia de situación del Reino Unido.
En España la serie gozó de gran popularidad, emitiéndose por primera vez en La 2 en 1988 y, durante los años 90, en todas las cadenas autonómicas y en Buzz. También se ha doblado al catalán, gallego y euskera y ha sido distribuida en DVD, que incluía los cuatro doblajes y la versión original subtitulada.

### En inglés
- The bbc.co.uk Guide To Comedy: The Young Ones
- BBC: I Love 1982: The Young Ones
- British Film Institute Screen Online
- Flickr - BBC's 'The Young Ones' Filming Locations

- Datos: Q49022